# 유리 3세

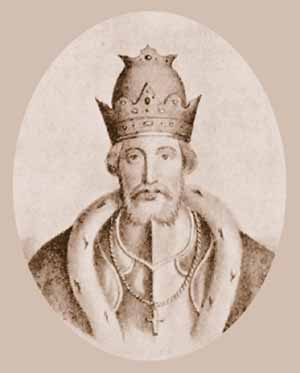
유리 3세

유리 3세(러시아어: Юрий Данилович 유리 다닐로비치[*], 1281년 ~ 1325년 11월 21일)는 모스크바 공국의 공작(1303년 ~ 1325년)이자 블라디미르 대공국의 대공(재위: 1318년 ~ 1322년)이다. 류리크 왕조 출신이다.

## 생애
모스크바 공국의 다닐 알렉산드로비치 공의 아들로 태어났으며 이반 1세의 형이기도 하다. 1303년 자신의 아버지인 다닐로부터 모스크바를 물려받았으며 1318년부터 1322년까지 블라디미르 대공을 역임했다.
1313년에는 킵차크 칸국의 우즈베크 칸으로부터 인질로 잡혔지만 킵차크 칸국의 수도였던 사라이에서 자신의 정치적 역량을 강화했다. 1315년 블라디미르로 귀환했고 1318년에는 우즈베크 칸으로부터 블라디미르 대공 칭호를 받았다.
1318년 유리 3세는 니제고로드 공국 원정에 직접 나섰지만 미하일에게 패하면서 노브고로드(벨리키노브고로드)로 도주했다. 그렇지만 킵차크 칸국의 사라이에서 미하일의 죄상을 폭로하게 된다. 미하일은 결국 사라이에서 열린 재판에서 유죄 판결을 받았고 1318년 11월 22일에 처형당하고 만다.
1318년 유리 3세는 블라디미르 대공으로 즉위했지만 노브고로드에서 자신의 정치적 입지를 강화했다. 이에 우즈베크 칸은 1322년 노브고로드에 원정군을 파병했고 유리 3세는 노브고로드로 피신하게 된다. 미하일의 아들인 드미트리 미하일로비치는 우즈베크 칸으로부터 블라디미르 대공국의 징세권을 획득했다. 한편 유리 3세는 우즈베크 칸에게 바칠 세금을 싣고 킵차크 칸국의 사라이로 가던 도중에 세금을 약탈당하고 만다.
1325년 킵차크 칸국의 사라이로 소환된 유리 3세는 우즈베크 칸에게 용서를 구했고 킵차크 한국도 그를 용서하였다. 그렇지만 평소 자신의 아버지인 미하일을 증오하던 드미트리는 유리에 대한 재판이 열리기 직전에 유리를 살해하고 만다.